# ینگجه (شاهین‌دژ)
ینگجه نام روستایی از دهستان هولاسو، بخش مرکزی، شهرستان شاهین‌دژ، استان آذربایجان غربی است. جمعیت این روستا در سال ۱۳۸۵، برابر با ۳۲۷ نفر و ۵۹ خانوار بوده‌است